# Косте Анитра I (Авелино)
Косте Анитра I је насеље у Италији у округу Авелино, региону Кампанија.
Према процени из 2011. у насељу је живело 92 становника. Насеље се налази на надморској висини од 421 м.